# Tatjana Šimić
Tatjana Šimić (nascida em 9 de junho de 1963), mais conhecida pelo seu nome único Tatjana, é uma modelo, atriz e cantora croata-neerlandesa.

## Biografia
Tatjana nasceu em Zagreb, na antiga Iugoslávia, mas mudou-se com a mãe e a irmã para Roterdã em 1979. Na década de 1980, tendo vencido um concurso nacional de modelos, ela começou a trabalhar como atriz e modelo. Nos Países Baixos, na Bélgica e na Alemanha, ela permanece conhecida por retratar a personagem Kees Flodder, filha da família disfuncional e antissocial Flodder, que apareceu em vários filmes neerlandeses de comédia e uma série de participações na televisão nos anos oitenta e noventa. O filme original era popular nos Países Baixos, chegando a dois milhões e meio de espectadores. Como símbolo sexual, Tatjana já apareceu na capa da Playboy dezessete vezes entre 1988 e 1996; treze vezes na edição neerlandesa e quatro vezes na edição alemã. Em dezembro de 2012, ela fez sua última aparição no especial de Natal da Playboy neerlandesa.
Tatjana começou a carreira de cantora em 1987 com seu primeiro single, "Baby Love". Sua música "Chica Cubana" se tornou um sucesso no continente europeu, seguida um ano depois pela "Awaka Boy" em 1989. Em 1992, ela gravou uma versão de "Can't Take My Eyes Off You", com o cantor neerlandês Gerard Joling. Seu primeiro álbum foi lançado em 1993 e incluiu o hit "Feel Good", que alcançou o vigésimo quinto lugar no Top 40 dos Países Baixos. Sua mais conhecida canção "Santa Maria" foi gravada e produzida por Mike Stock e Matt Aitken, do trio britânico de compositores Stock Aitken Waterman, tornando-se um sucesso internacional nas pistas de dança, alcançando a quadragésima posição nas paradas de singles do Reino Unido em setembro de 1996. O single de acompanhamento, "Calendar Girl" (1996), não conseguiu atrair o mesmo sucesso. O álbum completo produzido pelos produtores internos da Stock & Aitken, Dave Ford, Julian Gingell e Peter Day, chamado New Look, foi lançado no Japão (intitulado Santa Maria) e nos Países Baixos. Neste álbum inclui os singles "Santa Maria" e "Calendar Girl", além dos novos singles "First Time" e "Sweet Sweet Smile". Desde então, ela lançou um série de singles dançantes, com "Baila Baila" alcançando o número 24 do Top 40 dos Países Baixos em 2001. Em 2008, Tatjana volta à cena musical com a canção gravada em língua neerlandesa e optada ao estilo mais pop rock, "Ik Laat Je Gaan", uma regravação da música "Blago Onom Tko Te Ima", do artista croata Tony Cetinski. A faixa gravada em neerlandês se tornou o maior sucesso de Tatjana até agora, atingindo a décima primeira posição na parada neerlandesa de singles.